# Linfoadenite
La linfoadenite è una patologia infiammatoria coinvolgente il sistema linfatico, e in particolare il linfonodo.
Tra le linfoadenopatie, le linfoadeniti costituiscono la categoria delle patologie non neoplastiche, al contrario dei linfomi.

## Linfoadeniti acute
Sono caratterizzate da un acuto aumento del volume dei linfonodi coinvolti e dolorabilità. Possono essere determinate da un'infezione acuta batterica. All'istologia si osserva un infiltrato infiammatorio neutrofilo, localizzato nel parenchima del linfonodo. Se i batteri sono piogeni si parla di linfoadenite suppurativa.

## Linfoadeniti croniche
Si presentano nel 63% dei casi come linfoadeniti non specifiche. In tali casi, si può parlare anche di ipertrofia linfoide reattiva aspecifica. Questo tipo di manifestazione necessita spesso di diagnosi istologica, in quanto può facilmente simulare la presenza di una neoplasia di tipo linfomatoso. La patologia può durare, senza regredire, anche per 3-6 mesi, e può non dare altri segni di sé oltre alla linfoadenomegalia.
L'altro 37% dei casi si configura come linfoadenite cronica specifica, la cui diagnosi si indirizza verso una causa eziologica ben definita. Quest'ultima può essere ulteriormente suddivisa tra:
- Toxoplasmosi (14% sul totale delle linfoadeniti croniche);
- Mononucleosi infettiva (10%);
- Tubercolosi (9%);
- Altre eziologie (4%).

Delle ultime fanno parte la linfoadenite da graffio di gatto, il linfogranuloma venereo da Chlamydia trachomatis, le infezioni fungine, la sarcoidosi, le malattie autoimmuni e l'HIV.